# Léon de La Brière
Pour les articles homonymes, voir Brière (homonymie).
Léon Leroy de La Brière (14 janvier 1845 - 12 septembre 1899) est un écrivain politique français de la fin du XIXe siècle.

## Biographie
Né à Bordeaux le 14 janvier 1845, Léon Albert Marie Leroy de La Brière est le fils de Furcy Albert François Joseph Leroy de La Brière (Orly, 3 septembre 1809 - Paris, 21 mars 1849), fonctionnaire à l’administration des finances, et d’Hélène Guéau de Reverseaux de Rouvray (Pau, 19 décembre 1815 - Bordeaux, 9 décembre 1848). Orphelin jeune, il est élevé austèrement par sa grand-mère, Nathalie de Carondelet-Potelles (1789-1868), et est au collège du petit séminaire Notre-Dame-des-Champs.
Il rentre au ministère des Affaires étrangères avant de s'engager en 1867 dans le corps de zouaves pontificaux et se bat à la bataille de Mentana. Il épouse, le 8 février 1870 à Paris, Alice Louise Champollion-Figeac (Paris, 1er janvier 1847 - 1919), fille d'Aimé Champollion et de Claire Adèle Grau de Saint-Vincent, et petite-fille de Jacques-Joseph Champollion.
Capitaine des mobiles de l'Eure, il combat lors de la guerre franco-allemande sur la Seine durant l'hiver 1870 et s'illustre lors d'un combat à Bourgtheroulde pour lequel il reçoit la Légion d'honneur. Il devient ensuite chef d'état-major du général Roy.
Il est ensuite nommé sous-préfet de Baugé, de Vitré puis de Gaillac d’où il envoie sa démission en 1877 au maréchal de Mac-Mahon en lui présentant « les sentiments dus à un maréchal de France qui manque à la foi jurée ». Il est condamné pour cela à mille francs d’amende et devient célèbre.
Il collabore entre 1879 et 1881 au journal L'Union du « comte de Chambord », et donne de nombreuses conférences en sa faveur. Il est condamné à dix jours de prison et rayé des cadres de l'Armée en 1880 pour s'être opposé à l'expulsion des dominicains de Paris. Il participe ensuite au journal Le Clairon, puis au Gaulois, à la Gazette de France et enfin au Soleil. Il siège au comité de la Société des gens de lettres, au comité de l'Association des journalistes parisiens et au conseil de la Corporation des publicistes chrétiens. Il publie jusqu’à sa mort de nombreux ouvrages. 
Il meurt le 12 septembre 1899 à Vif et est inhumé dans le cimetière communal.

## Œuvres
Il écrivit de nombreux ouvrages :
- Madame de Sévigné en Bretagne, Paris, Hachette, 1882, couronné par l’Académie française, commentaire des lettres de la marquise de Sévigné.
- L'Autre France : voyage au Canada, recueil de sa correspondance adressée au Gaulois, en 1885, lors d’un voyage au Canada.
- Le chemin no 107, recueil de contes.
- Au Cercle, présentation de la haute société d’Europe en 1887.
- A Rome, recueil de lettres écrites à la Gazette de France en 1887-1888 à propos du jubilé sacerdotal de Léon XIII.
- Blanc et Noir, recueil de contes.
- Mes Amis, Paris, Ernest Kolb, portraits de personnages que l’auteur a côtoyés.
- Les Saints dans le monde, Paris, Ernest Kolb, 1893, recueil de vie de saints.
- Livre de prières de Gaston Fébus, comte de Foix, traduction d’une partie de ses écrits.
- Montaigne chrétien, recueil d’extrait des Essais.
- Contes et Souvenirs, recueil de contes.
- La Jeune Mariée, traduction des conseils d’un bourgeois de Paris à sa femme en 1393.
- L’Ordre de Malte, le passé, le présent, histoire de l’ordre.
- Champollion inconnu, lettres inédites, librairie Plon, Paris, 1897, recueil et commentaire des archives de la maison natale de Jean-François Champollion qui racontent son enfance et ses distractions. Texte en ligne.
- Pensées chrétiennes de Madame de Sévigné, recueil d’extrait de ses lettres.
- Madame Louise de France, Paris, Victor Retaux puis Téqui, vie de la fille de Louis XV de venue carmélite. Texte en ligne.

Le chemin no 107, Blanc et Noir et Contes et Souvenirs ont été publiés sous le titre de Contes d’autrefois et d’aujourd’hui, Desclée de Brouwer et cie, Bruges-Paris, 1927. Texte en ligne.

## Sources
- Léon de La Brière, Contes d’autrefois et d’aujourd’hui, Bruges-Paris, Desclée de Brouwer et cie, 1927 (lire en ligne)